# Ellviller
Ne doit pas être confondu avec Ellweiler.
Ellviller est une ancienne commune française du département de la Moselle, elle est rattachée à celle de Loupershouse depuis 1811.

## Histoire
Dépendait du bailliage de Sarreguemines de 1751 à 1790, sous la coutume de Lorraine.
Ancien chef-lieu communal, Ellviller est réuni à Loupershouse par un décret du 28 décembre 1811.

## Démographie
| 1800 | 1806 |
| ---- | ---- |
| 119  | 147  |